# Symphorema involucratum
Symphorema involucratum là một loài thực vật có hoa trong họ Hoa môi. Loài này được Roxb. miêu tả khoa học đầu tiên năm 1805.